# بيتر سكولي
بيتر جيرارد سكولي (مولود في 13 يناير 1963) هو مجرم جنسي أسترالي يقبع في السجن مدى الحياة في الفلبين بعد إدانته بتهمة الاتجار بالبشر وخمس تهم بلاغتصابعلى فتيات قاصرات. حكم سكولي بالسجن مدى الحياة في يونيو 2018. في نوفمبر 2022، أدين للمرة الثانية وحكم عليه بالسجن لمدة 129 عامًا إضافية.

## الأنشطة الإجرامية
عاش بيتر سكولي في ضاحية نار وارين في ملبورن مع زوجته وابنيه قبل أن يهرب إلى مانيلا في الفلبين في عام 2011 قبل أن يتم توجيه اتهامات له بتورطه في نظام عقاري تكبد المستثمرون خسائر تقدر بأكثر من 2.68 مليون دولار أسترالي. ووفقًا لتصريحه الشخصي، تعرض للتعذيب الجنسي من قبل كاهن في ولاية فيكتوريا عندما كان صغيرًا. قبل مغادرته ملبورن، كان يدير خدمة للمرافقة عبر الإنترنت غير مرخصة تقدم صديقته الفلبينية كعاملة جنسية. وأظهر تحقيق أجرته هيئة الأوراق المالية والاستثمارات الأسترالية في عام 2009 أن سكولي كان متورطًا في 117 تهمة احتيال وخداع تتعلق بعمليات احتيال عقارية.